# Pierre Lang (journaliste)
Pour les articles homonymes, voir Pierre Lang (homonymie) et Lang.
Pierre Lang, né le 22 juin 1921 au Havre et mort à Genève, le 30 septembre 2009, est un journaliste de télévision franco-suisse.

## Biographie
Il commence sa carrière de journaliste dès 1947 à l'AFP et sur Europe 1 avec l'émission Bonjour Monsieur le Maire puis dès 1961, il travaille à Radio Lausanne et enfin quatre ans plus tard à la Télévision suisse romande avec Claude Evelyne où il anime un talk show quotidien de 25 minutes. Il se marie en 1961. En 1968, il produit et anime une émission de télévision hebdomadaire nommée Rendez-vous qui traite de la nature et de la vie des animaux. Cette émission sera remplacée par Escapade dès 1980. Cette dernière s'arrête en 1986, à la suite de sa retraite,. Pierre Lang a également été président de la Société Genevoise pour la Protection des animaux.

## Récompenses
- 1976, le Kangourou d'or, pour le présentateur le plus populaire de la TSR
- 1988, Prix de vulgarisation scientifique par l'Université de Genève